# رمضان اوزکان
رمضان اوزکان (انگلیسی: Ramazan Özcan؛ زادهٔ ۲۸ ژوئن ۱۹۸۴) بازیکن فوتبال اتریشی ترک‌تبار است که اکنون در پست دروازه‌بان برای هامبورگ
 بازی می‌کند.
از باشگاه‌هایی که در آن بازی کرده‌است می‌توان به باشگاه فوتبال ردبول زالتسبورگ، باشگاه فوتبال هافنهایم، بشیکتاش، باشگاه فوتبال اینگولشتات ۰۴ و تیم ملی فوتبال اتریش اشاره کرد.